# Hans Brunhart
Hans Brunhart (Balzers, 28 marzo 1945) è un politico liechtensteinese.
Dall'aprile 1978 al maggio 1993 è stato il Capo del Governo del Liechtenstein.